# Cmentarz katolicki w Mohylewie

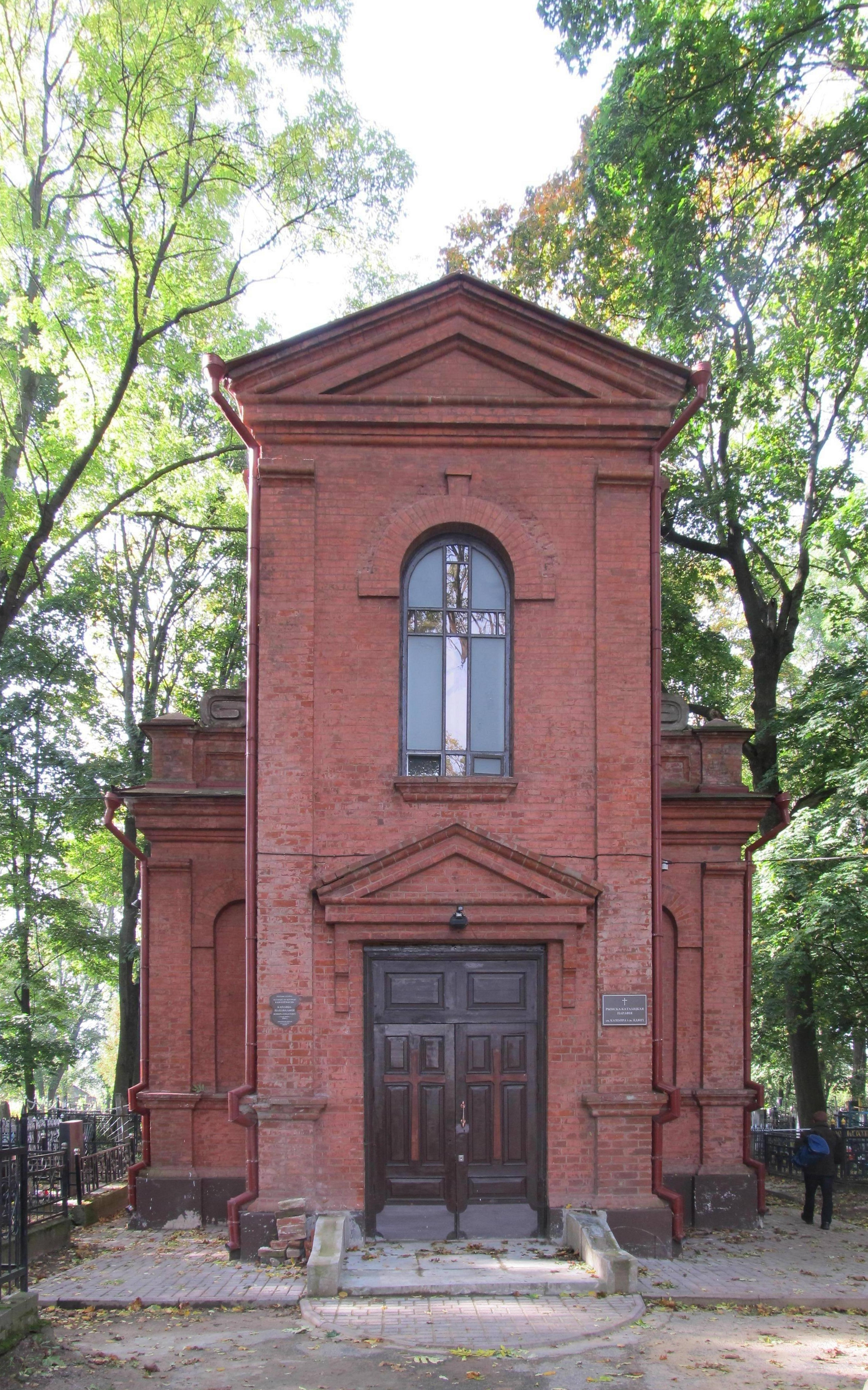
Kaplica cmentarna

Cmentarz katolicki w Mohylewie zwany Polskim (biał. Могілкі каталіцкія) – jedna z trzech dużych nekropolii istniejących w Mohylewie na przełomie XIX i XX wieku, położona przy ul. Łazarenki (Lazarenko) obok cmentarzy prawosławnego i żydowskiego, na zachód od centrum miasta. Cmentarz zajmuje powierzchnię 2,5 ha.
Centralnym punktem cmentarza rzymskokatolickiego jest neogotycka kaplica Sianożęckich wybudowana w 1904 roku – obecnie zajmowana przez kościół unicki jako cerkiew p.w. Ikony Matki Bożej Białynickiej.  

## Pochowani na cmentarzu W Mohylewie
Na cmentarzu spoczywa wielu wybitnych przedstawicieli polskiej społeczności z Mohylewa i jego okolic: 
- Włodzimierz Ciechanowiecki (zm. 3 IX 1900) – marszałek szlachty Mohylewszczyzny
- biskup Walerian Henryk Kamionko (1767-1846), w 1815 mianowany biskupem pomocniczym mohylewskim i biskupem tytularnym Abdery, konsekrowany na biskupa w 1817.
- Daniel Mauro (zm. 1850) – kapitan pułku dragonów z Kazania
- Alojzy Wojnicz-Sianożęcki (1754-1840) – prezes sądów głównych guberni mohylewskiej, marszałek szlachecki bielicki
- Alexander Wojnicz-Sianożęcki (1807-1861) – marszałek szlachty powiatu czausowskiego
- doktor Edward Sznajder (zm. 1895)
- ks. Paweł Podgurski (zm. 20 kwietnia 1897) – kanonik i dziekan mohylewski
- książę ksiądz Eugeniusz Światopełk Mirski (zm. 28 lutego 1918 r.) – administrator parafii katedralnej i dziekan mohylewski, zamordowany przez bolszewików w dniu 28 lutego 1918 r.
- Aleksander Żukowski (1820-1915) – marszałek szlachty
- ksiądz Bolesław Sławiński (zm. 1894)

Spośród znanych Białorusinów na cmentarzu pochowany jest Alaksiej W. Pysin (1920–1981), poeta i tłumacz.
W czasach walk z religią w ZSRR na cmentarzu przez kilkadziesiąt lat odbywały się nabożeństwa mohylewskich katolików, msze odprawiano m.in. na grobowcu rodziny Żukowskich.